# Председатели на Постоянния комитет на Източна Румелия
Председатели на Постоянния комитет на Източна Румелия (1879-1885)
- Тодор Кесяков: 1879 – 1879
- Иван Евстратиев Гешов: 10 декември 1879 – 1881
- Георги Груев: 13 октомври 1881 – 11 декември 1882[1]
- Георги Янкулов
- Георги Странски: 1883 – 1884
- Иван Стефанов Гешов: 1884 – 1885
- Георги Странски: 6 септември 1885 – 9 септември 1885